# Coraciiformes
I Coraciiformi (Coraciiformes, Forbes, 1884) sono un ordine della classe degli uccelli. Il loro nome deriva dal greco kórax (corvo) e dal latino -formis (a forma di), perché hanno teste e becchi grandi e corpi compatti proprio come i corvi. L'ordine si divide in 6 famiglie con 158 specie.

## Caratteristiche

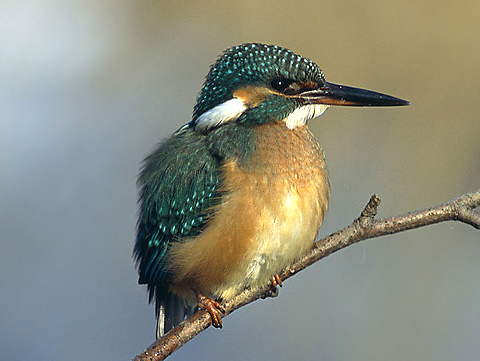
Martin pescatore (Alcedo atthis)

I Coraciiformi sono diffusi in tutto il mondo, soprattutto nelle zone boscose. L'ordine è molto eterogeneo. Si passa dalle numerose specie arboricole a quelle acquatiche che seppure in minoranza hanno la specie più rappresentativa, il martin pescatore.
Le loro dimensioni sono altrettanto varie: i todi misurano appena 10 centimetri, mentre i buceri possono arrivare anche a 1,5 metri di lunghezza.
La maggior parte delle specie possiede becchi e ali grandi, zampe brevi e piedi deboli con due dita fuse tra loro, code lunghe e piumaggio variopinto.

## Biologia

### Alimentazione
La maggior parte dei Coraciiformi è carnivora e si ciba di insetti, piccoli mammiferi, rettili, pesci e perfino di altri uccelli. Alcuni integrano la dieta anche con semi e frutta o, come i buceri, si nutrono principalmente di quest'ultima, non disdegnando però anche anfibi e uccelli.
Le strategia di caccia non varia a seconda della preda: questi uccelli siedono appollaiati su rami o rocce, immobili e attenti a ogni movimento e quando individuano la preda si lanciano, o tuffano, nella sua direzione.

Alcuni tramortiscono la preda prima di ingerirla, sbattendola su una superficie dura, altri scendono a terra per cercare gli insetti.

## Sistematica
L'ordine dei Coraciiformi si divide in 6 famiglie e comprende 158 specie.
In passato erano ascritte a quest'ordine anche le famiglie Bucerotidae, Phoeniculidae e Upupidae, che attualmente l'IOC assegna all'ordine dei Bucerotiformi, e Leptosomidae, collocata attualmente in un ordine a sé stante, Leptosomiformes.

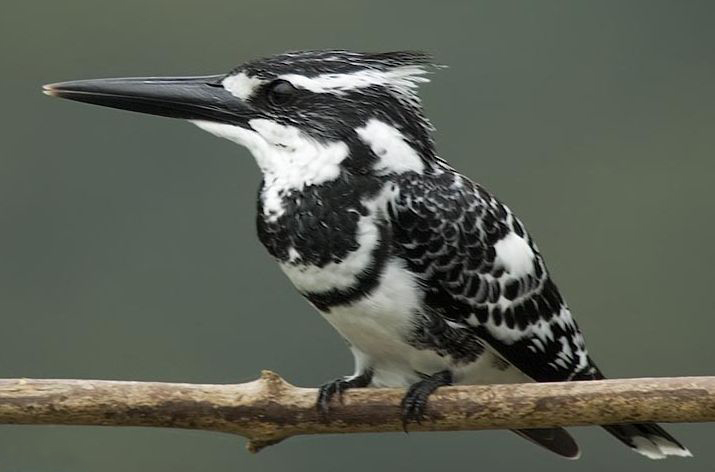
Martin pescatore bianconero
(Ceryle rudis)

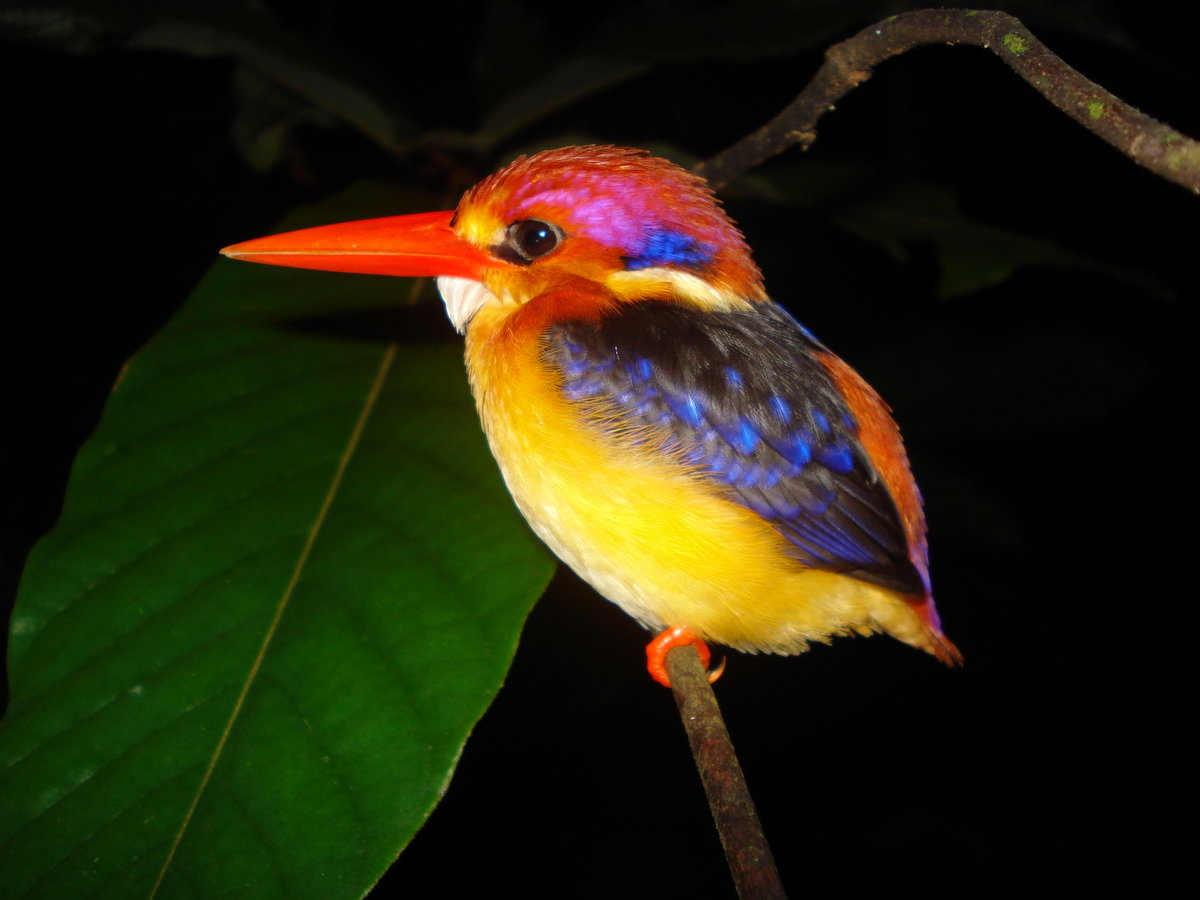
Martin pescatore dorsonero
(Ceyx erithaca)

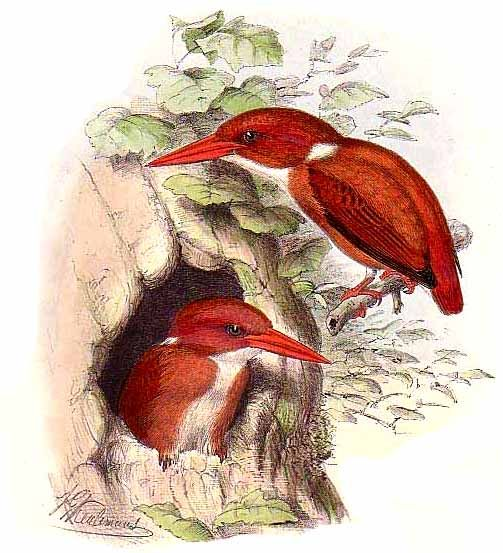
Martin pescatore pigmeo del Madagascar
(Ceyx madagascariensis)

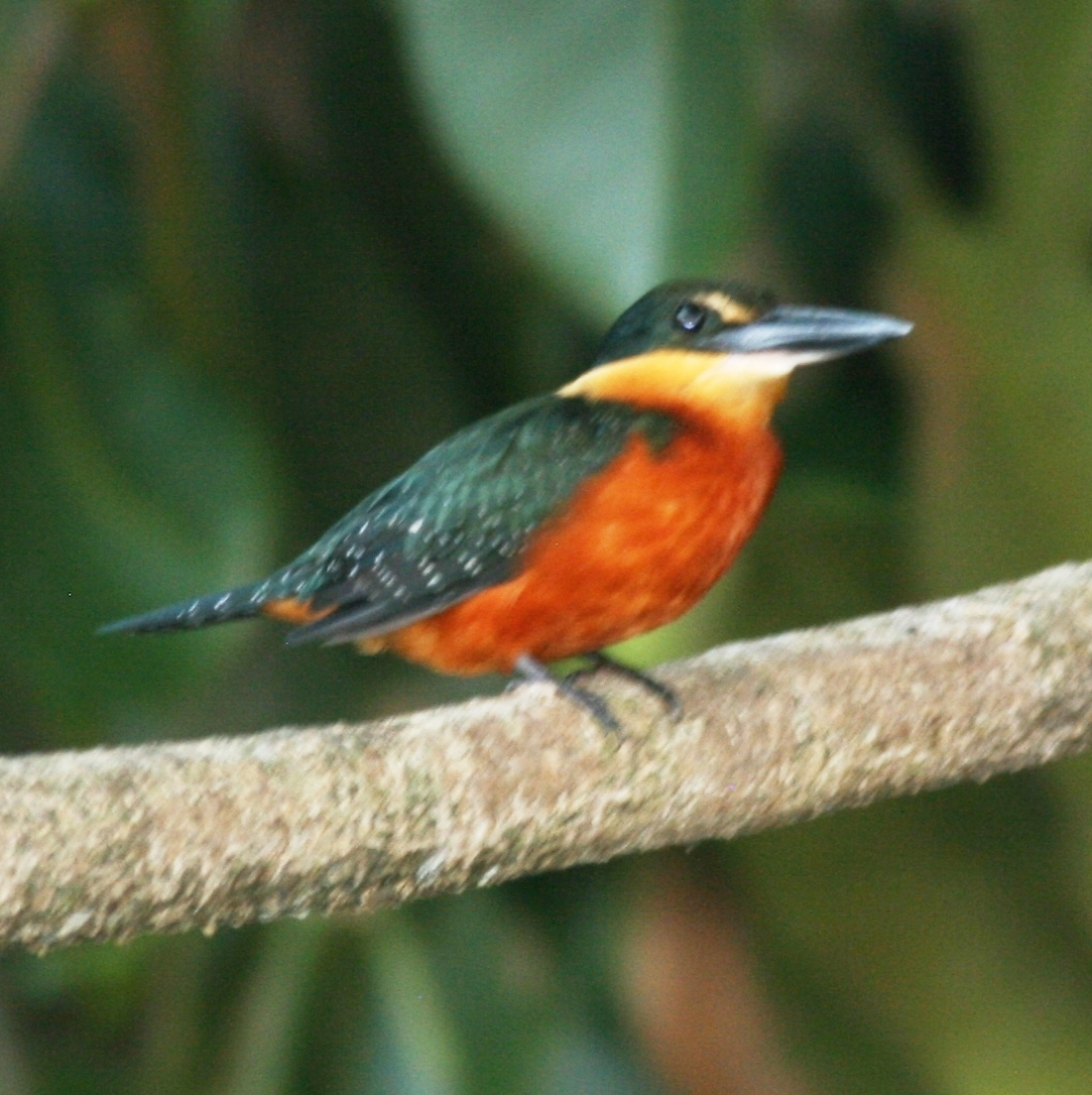
Martin pescatore rossoverde
(Chloroceryle inda)

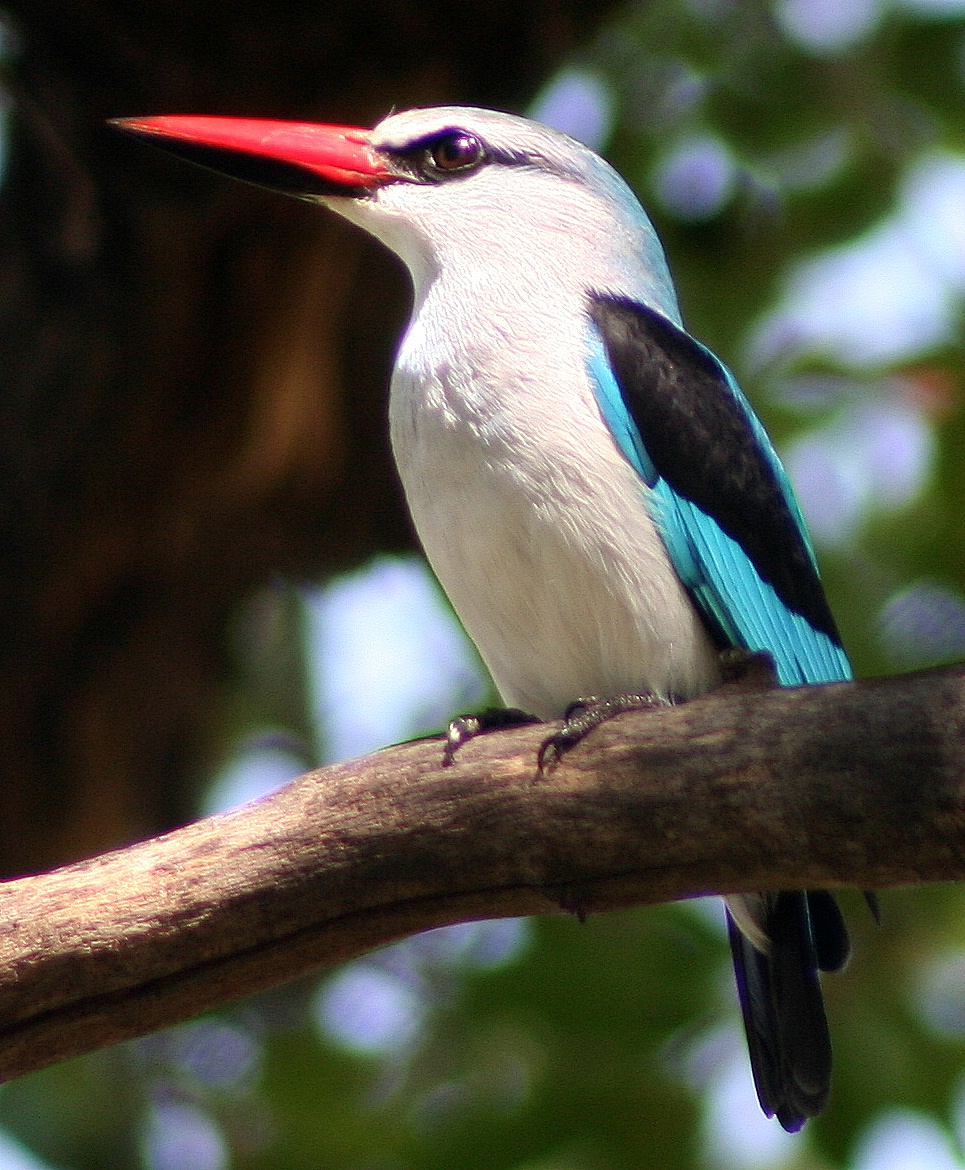
Martin pescatore boschereccio
(Halcyon senegalensis)

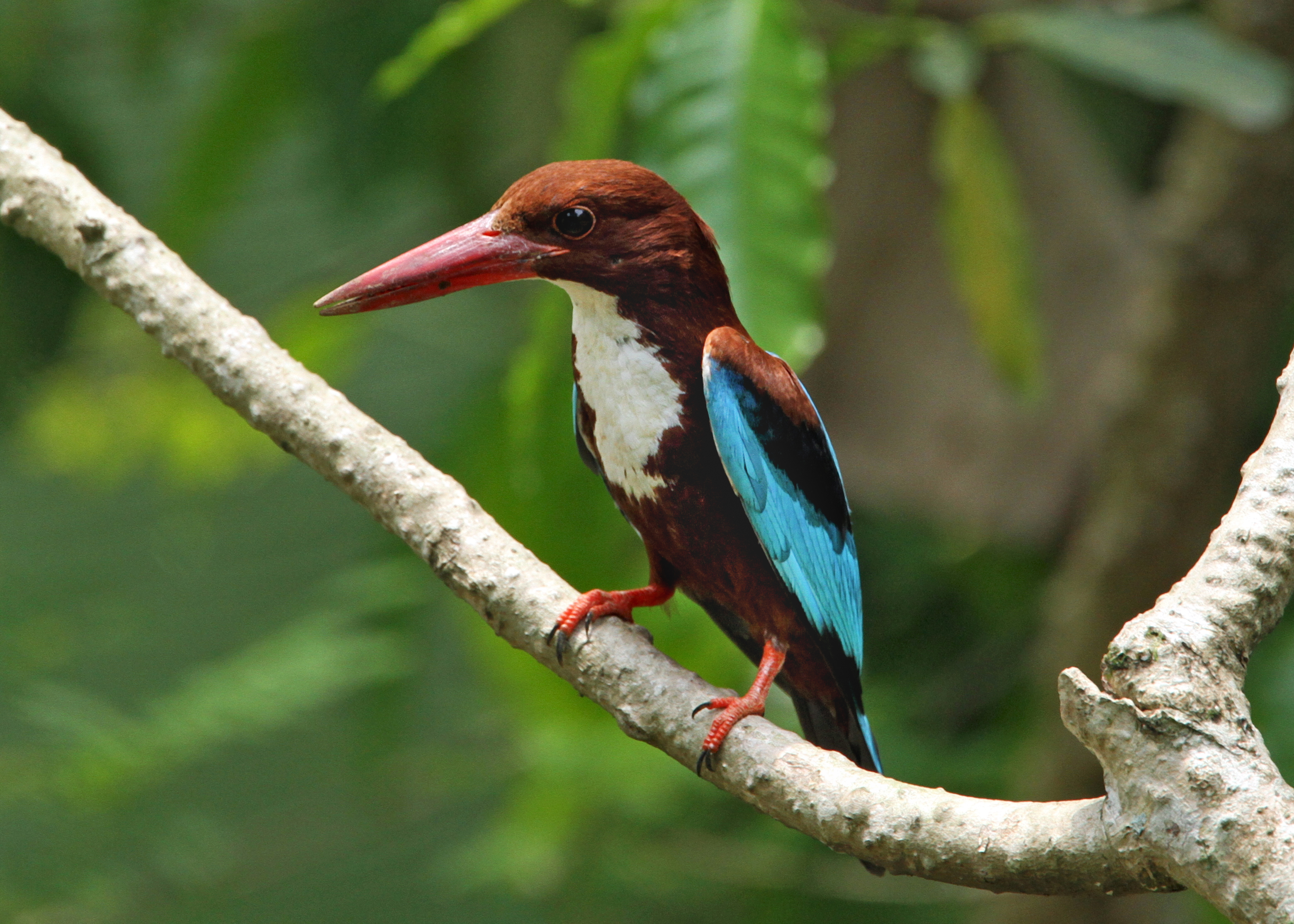
Martin pescatore golabianca
(Halcyon smyrnensis)

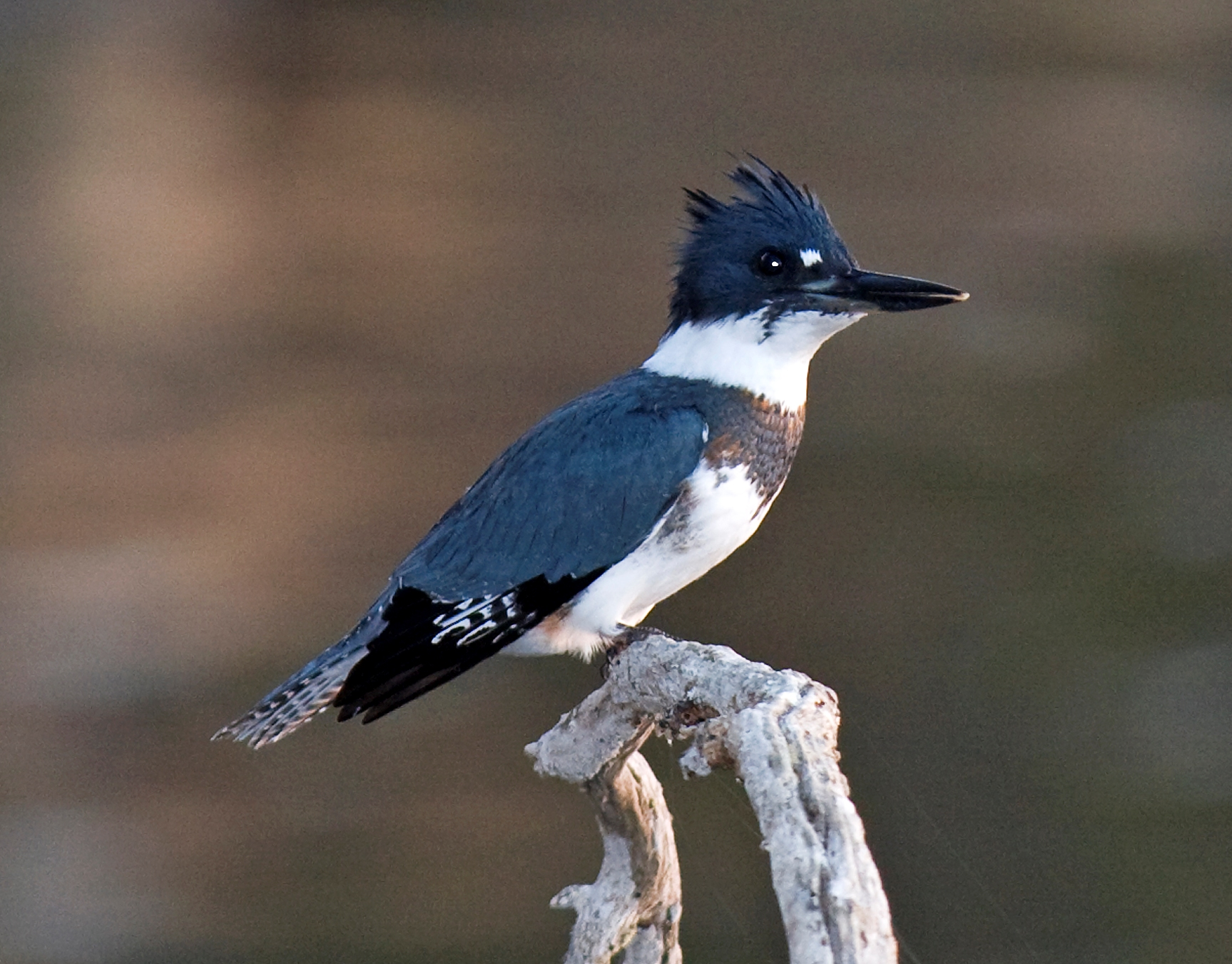
Martin pescatore del Nordamerica
(Megaceryle alcyon)

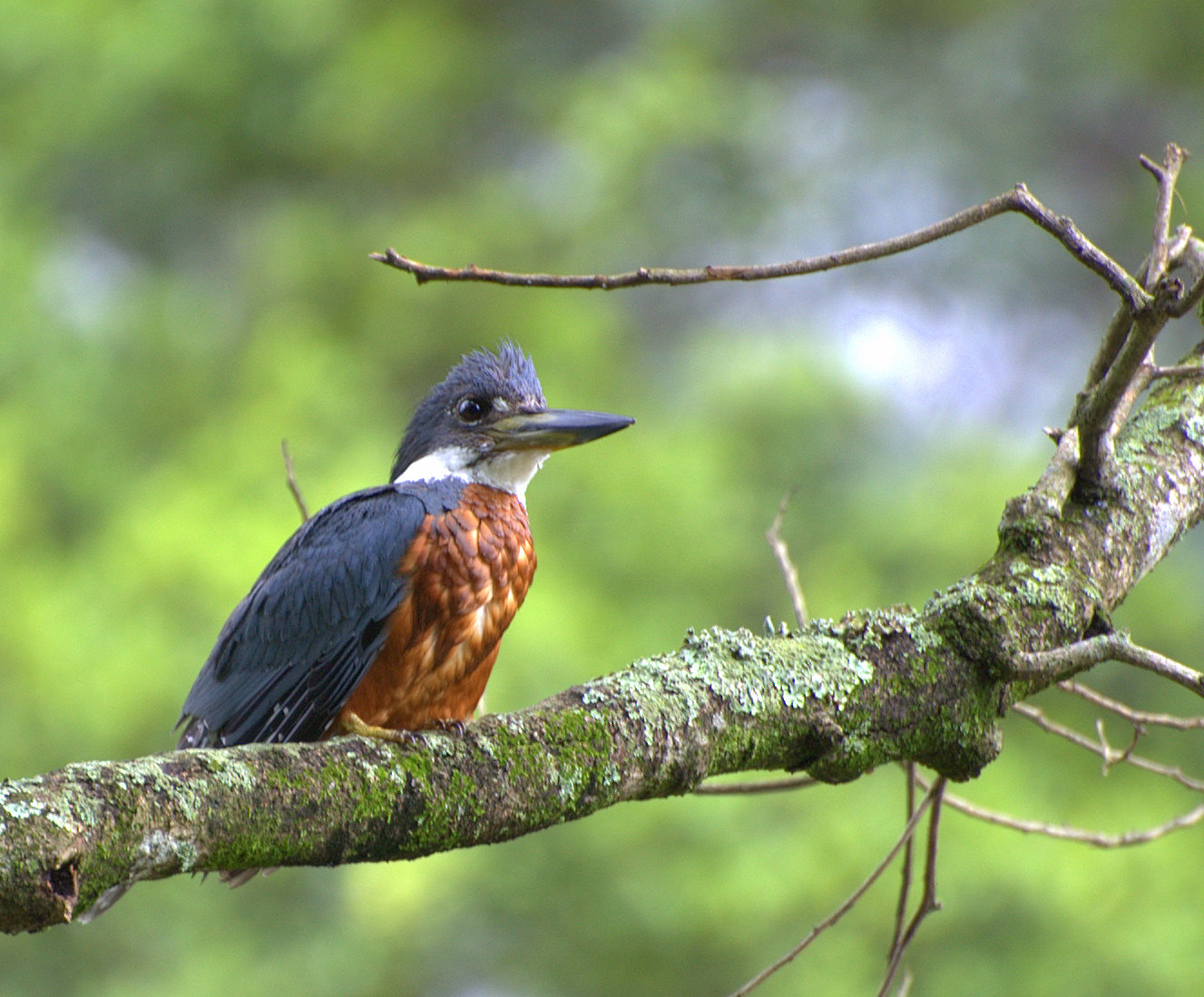
Martin pescatore neotropicale
(Megaceryle torquata)

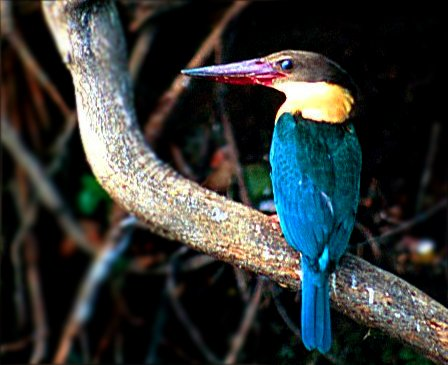
Martin pescatore becco di cicogna
(Pelargopsis capensis)

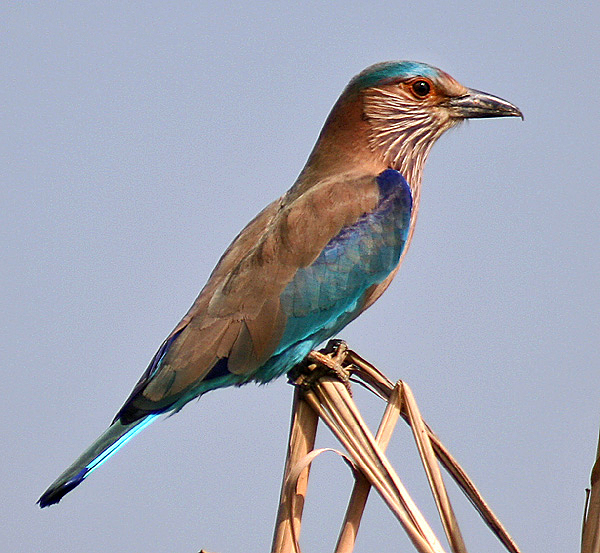
Ghiandaia marina indiana
(Coracias benghalensis)

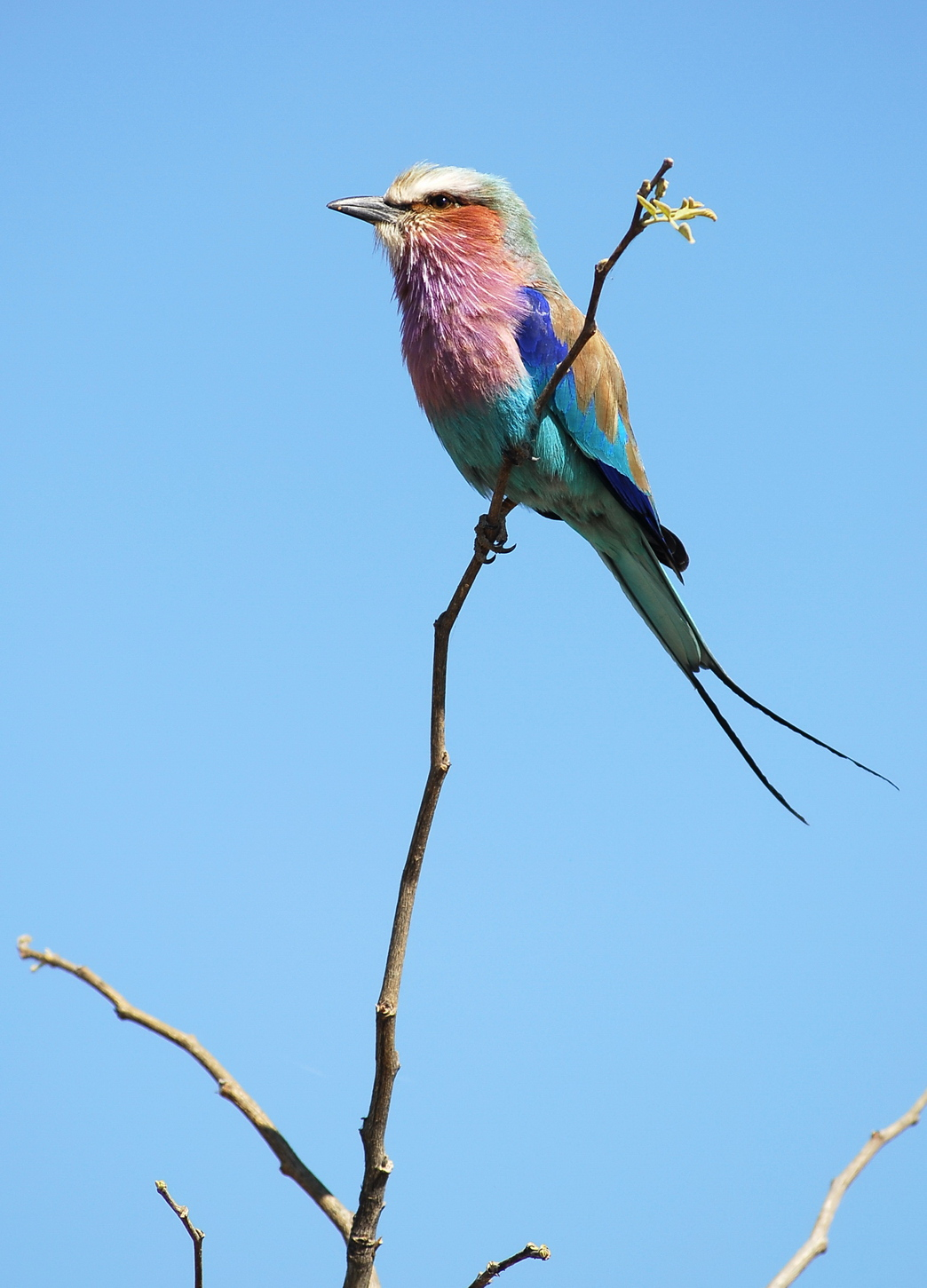
Ghiandaia marina pettolilla
(Coracias caudatus)

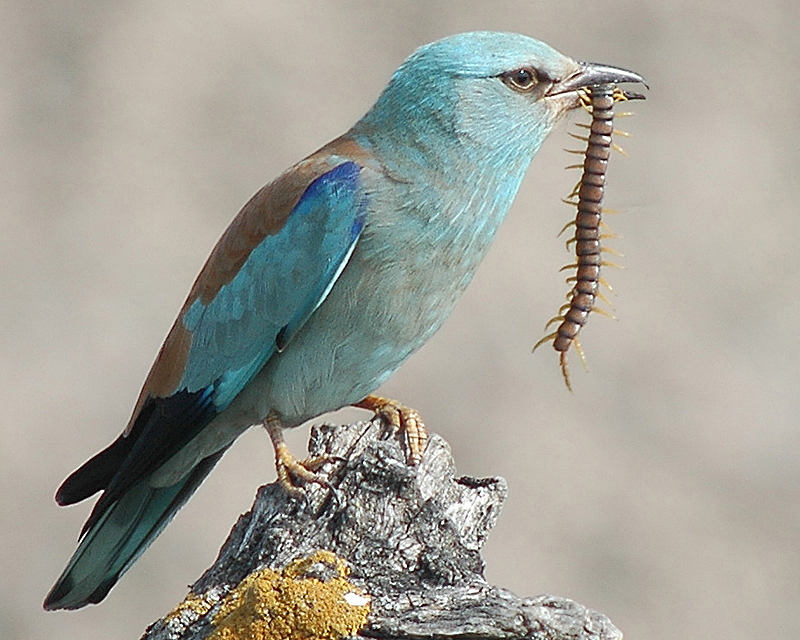
Ghiandaia marina eurasiatica
(Coracias garrulus)

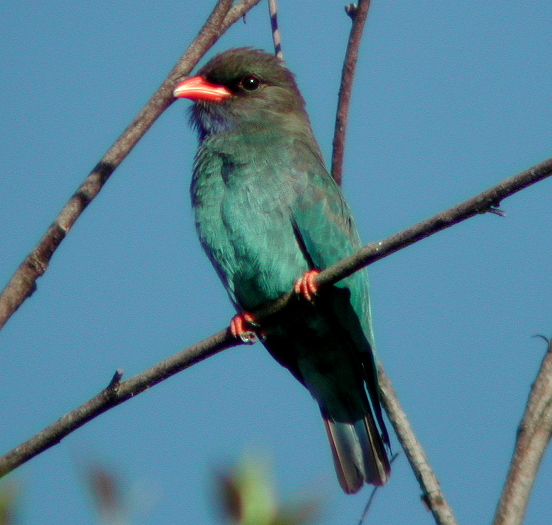
Ghiandaia marina orientale
(Eurystomus orientalis)

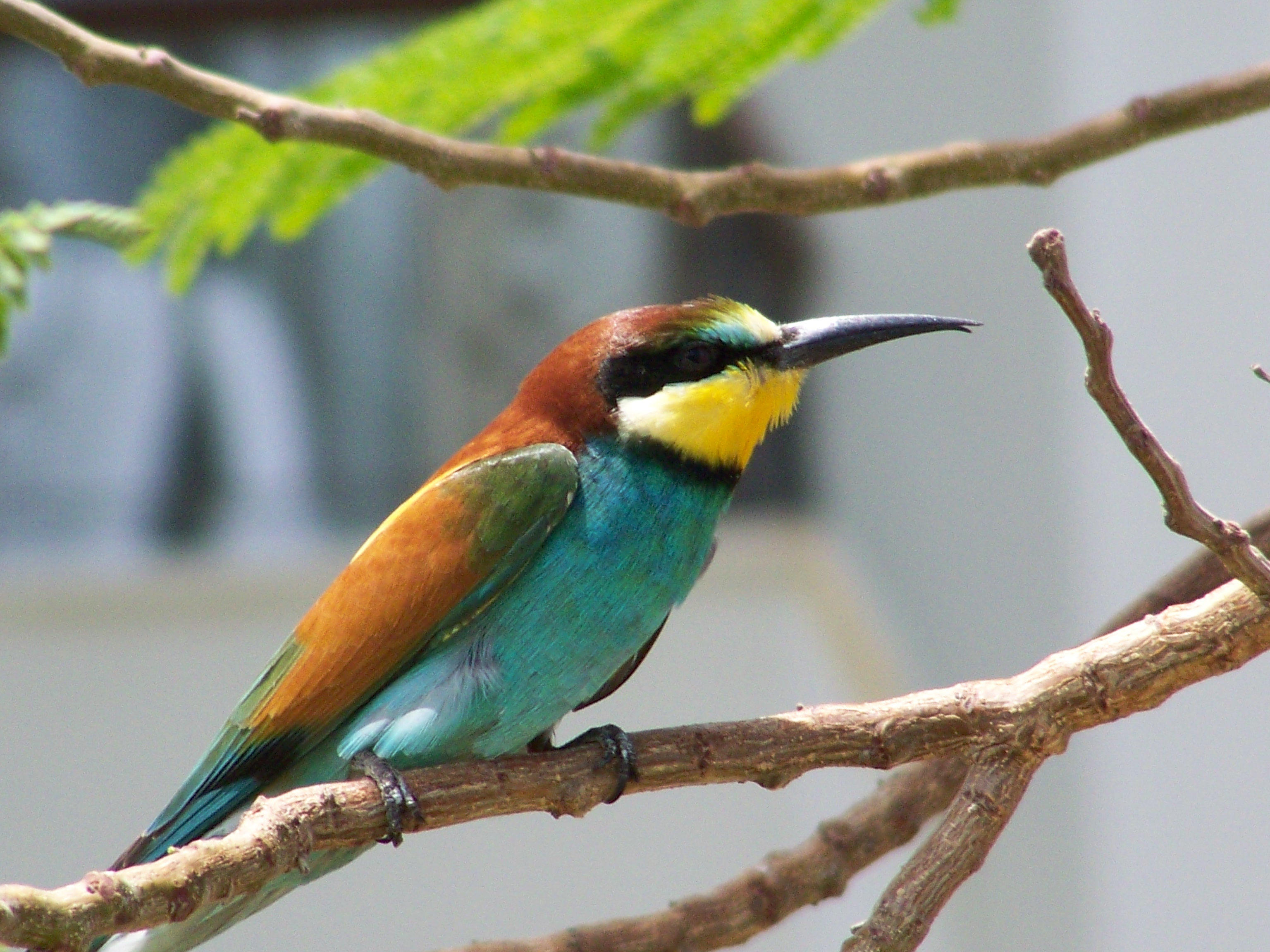
Gruccione comune
(Merops apiaster)

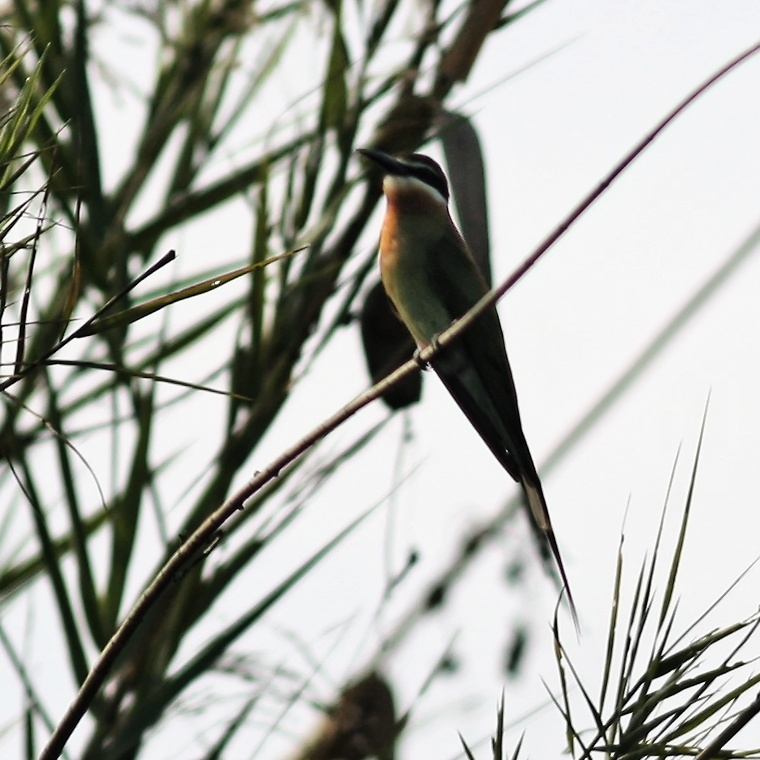
Gruccione del Madagascar
(Merops superciliosus)

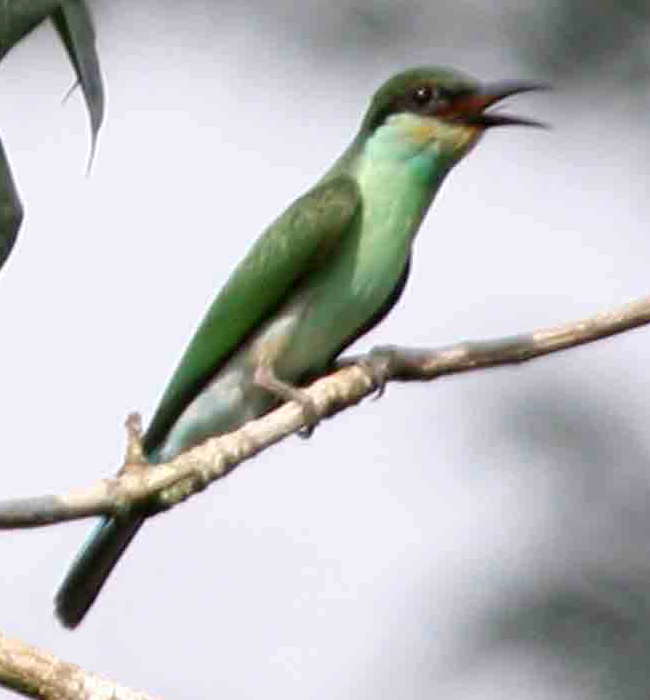
Gruccione golazzurra
(Merops viridis)

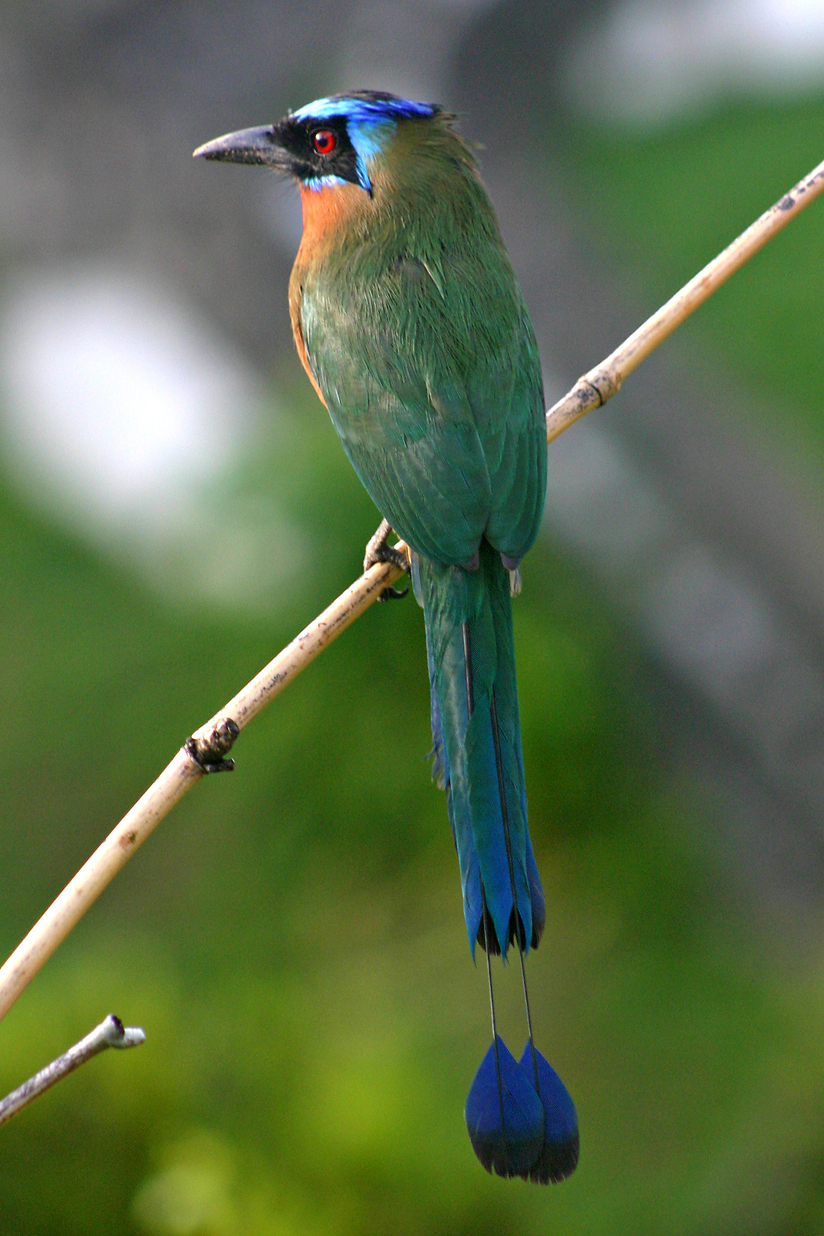
Motmot capoblu
(Momotus momota)

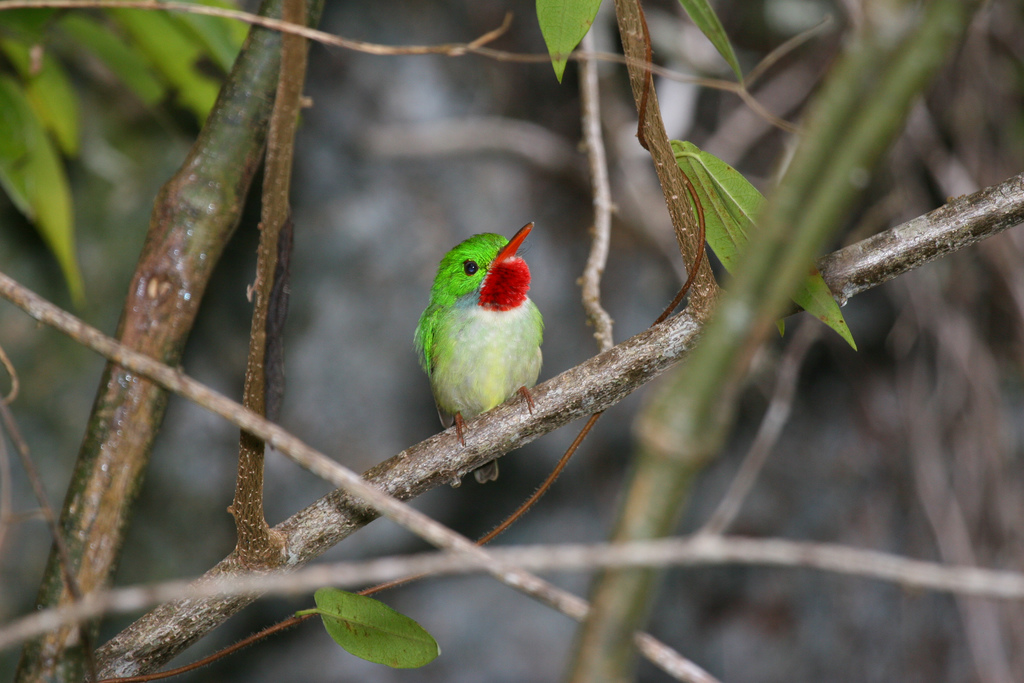
Todo della Giamaica
(Todus todus)

### Famiglia Alcedinidae
- Genere Actenoides 
  - Actenoides monachus (Bonaparte, 1850) - martin pescatore dal dorso verde
  - Actenoides princeps (Reichenbach, 1851) - martin pescatore dal petto squamato
  - Actenoides bougainvillei (Rothschild, 1904) - martin pescatore dai mustacchi
  - Actenoides lindsayi (Vigors, 1831) - martin pescatore maculato
  - Actenoides hombroni Bonaparte, 1850 - martin pescatore dal mantello azzurro
  - Actenoides concretus (Temminck, 1825) - martin pescatore dal collare rossiccio
- Genere Melidora 
  - Melidora macrorrhina (Lesson, 1827) - martin pescatore dal becco uncinato
- Genere Lacedo 
  - Lacedo pulchella (Horsfield, 1821) - martin pescatore fasciato
- Genere Tanysiptera 
  - Tanysiptera galatea Gray, GR, 1859 - martin pescatore del paradiso comune
  - Tanysiptera ellioti Sharpe, 1870 - martin pescatore del paradiso di Kofiau
  - Tanysiptera riedelii Verreaux, J, 1866 - martin pescatore del paradiso di Biak
  - Tanysiptera carolinae Schlegel, 1871 - martin pescatore del paradiso di Numfor
  - Tanysiptera hydrocharis Gray, GR, 1858 - martin pescatore del paradiso minore
  - Tanysiptera sylvia Gould, 1850 - martin pescatore del paradiso dal petto color camoscio
  - Tanysiptera nigriceps Sclater, PL, 1877 -
  - Tanysiptera nympha Gray, GR, 1840 - martin pescatore del paradiso dal petto rosso
  - Tanysiptera danae Sharpe, 1880 - martin pescatore del paradiso dalla testa bruna
- Genere Cittura 
  - Cittura cyanotis (Temminck, 1824) - martin pescatore lilla
- Genere Clytoceyx 
  - Clytoceyx rex Sharpe, 1880 - kookaburra dal becco a pala
- Genere Dacelo 
  - Dacelo novaeguineae (Hermann, 1783) - kookaburra sghignazzante
  - Dacelo leachii Vigors & Horsfield, 1827 - kookaburra dalle ali azzurre
  - Dacelo tyro Gray, GR, 1858 - kookaburra ornato
  - Dacelo gaudichaud Quoy & Gaimard, 1824 - kookaburra dal ventre rossiccio
- Genere Caridonax 
  - Caridonax fulgidus (Gould, 1857) - martin pescatore dal groppone bianco
- Genere Pelargopsis 
  - Pelargopsis capensis (Linnaeus, 1766) - martin pescatore dal becco a cicogna
  - Pelargopsis melanorhyncha (Temminck, 1826) - martin pescatore dal becco nero
  - Pelargopsis amauroptera (Pearson, 1841) - martin pescatore dalle ali brune
- Genere Halcyon 
  - Halcyon coromanda (Latham, 1790) - martin pescatore rugginoso
  - Halcyon smyrnensis (Linnaeus, 1758) - martin pescatore dalla gola bianca
  - Halcyon cyanoventris (Vieillot, 1818) - martin pescatore di Giava
  - Halcyon badia Verreaux, J & Verreaux, E, 1851 - martin pescatore dal dorso cioccolata
  - Halcyon pileata (Boddaert, 1783) - martin pescatore dal mantello nero
  - Halcyon leucocephala (Statius Müller, 1776) - martin pescatore dalla testa grigia
  - Halcyon albiventris (Scopoli, 1786) - martin pescatore dalla cresta bruna
  - Halcyon chelicuti (Stanley, 1814) - martin pescatore striato
  - Halcyon malimbica (Shaw, 1812) - martin pescatore dal petto azzurro
  - Halcyon senegalensis (Linnaeus, 1766) - martin pescatore dei boschi
  - Halcyon senegaloides Smith, A, 1834 - martin pescatore delle mangrovie
- Genere Todirhamphus 
  - Todiramphus nigrocyaneus (Wallace, 1862) - martin pescatore nero-azzurro
  - Todiramphus winchelli (Sharpe, 1877) - martin pescatore dalla faccia rossiccia
  - Todiramphus diops (Temminck, 1824) - martin pescatore bianco e azzurro
  - Todiramphus lazuli (Temminck, 1830) - martin pescatore di Lazuli
  - Todiramphus macleayii (Jardine & Selby, 1830) - martin pescatore di foresta
  - Todiramphus albonotatus (Ramsay, EP, 1884) - martin pescatore della Nuova Britannia
  - Todiramphus leucopygius (Verreaux, J, 1858) - martin pescatore oltremare
  - Todiramphus farquhari (Sharpe, 1899) - martin pescatore dal ventre castano
  - Todiramphus funebris Bonaparte, 1850 - martin pescatore di Sombre
  - Todiramphus chloris (Boddaert, 1783) - martin pescatore dal collare
  - Todiramphus enigma (Hartert, 1904) - martin pescatore di Talaud
  - Todiramphus cinnamominus (Swainson, 1821) - martin pescatore micronesiano
  - Todiramphus saurophagus (Gould, 1843) - martin pescatore delle spiagge
  - Todiramphus sanctus (Vigors & Horsfeld, 1827) - martin pescatore sacro
  - Todiramphus recurvirostris Lafresnaye, 1842 - martin pescatore dal becco piatto
  - Todiramphus australasia (Vieillot, 1818) - martin pescatore dalle fasce cannella
  - Todiramphus tutus (Gmelin, JF, 1788) - martin pescatore schiamazzante
  - Todiramphus ruficollaris (Holyoak, 1974)) - martin pescatore di Mangaia
  - Todiramphus veneratus (Gmelin, JF, 1788)) - martin pescatore di Tahiti
  - Todiramphus gambieri (Oustalet, 1895)) - martin pescatore delle Tuamotu
  - Todiramphus godeffroyi (Finsch, 1877)) - martin pescatore delle Marchesi
  - Todiramphus pyrrhopygius (Gould, 1841) - martin pescatore dal dorso rosso
- Genere Syma 
  - Syma torotoro Lesson, 1827 - martin pescatore dal becco giallo
  - Syma megarhyncha Salvadori, 1896 - martin pescatore di montagna
- Genere Ispidina 
  - Ispidina lecontei Cassin, 1856 - martin pescatore nano africano
  - Ispidina picta (Boddaert, 1783) - martin pescatore pigmeo africano
- Genere Corythornis 
  - Corythornis madagascariensis (Linnaeus, 1766) - martin pescatore pigmeo del Madagascar
  - Corythornis leucogaster (Fraser, 1843) - martin pescatore ventrebianco
  - Corythornis nais (Kaup, 1848) - martin pescatore di Principe
  - Corythornis cristatus (Pallas, 1764) - martin pescatore malachite
  - Corythornis thomensis Salvadori, 1902 - martin pescatore di São Tomé
  - Corythornis vintsioides (Eydoux & Gervais, 1836) - martin pescatore malachite del Madagascar
- Genere Alcedo 
  - Alcedo coerulescens Vieillot, 1818 - martin pescatore minore azzurro
  - Alcedo euryzona Temminck, 1830 - martin pescatore dalla fascia azzurra
  - Alcedo quadribrachys Bonaparte, 1850 - martin pescatore azzurro splendente
  - Alcedo meninting Horsfield, 1821 - martin pescatore orecchie blu
  - Alcedo atthis (Linnaeus, 1758) - martin pescatore comune
  - Alcedo semitorquata Swainson, 1823 - martin pescatore dal semicollare
  - Alcedo hercules Laubmann, 1917 - martin pescatore di Blyth
- Genere Ceyx 
  - Ceyx erithaca (Linnaeus, 1758) - martin pescatore dorsonero
  - Ceyx melanurus (Kaup, 1848) - martin pescatore di foresta delle Filippine
  - Ceyx fallax (Schlegel, 1866) - martin pescatore pigmeo di Sulawesi
  - Ceyx lepidus Temminck, 1836 - martin pescatore nano
  - Ceyx cyanopectus Lafresnaye, 1840 - martin pescatore nano pettazzurro
  - Ceyx argentatus Tweeddale, 1877 - mmartin pescatore argentato
  - Ceyx azureus (Latham, 1802) - martin pescatore azzurro orientale
  - Ceyx websteri (Hartert, 1898) - martin pescatore pigmeo delle isole Bismarck
  - Ceyx pusillus Temminck, 1836 - martin pescatore delle mangrovie
- Genere Chloroceryle 
  - Chloroceryle aenea (Pallas, 1764) - martin pescatore pigmeo
  - Chloroceryle inda (Linnaeus, 1766) - martin pescatore verde e rossiccio
  - Chloroceryle americana (Gmelin, JF, 1788) - martin pescatore verde
  - Chloroceryle amazona (Latham, 1790) - martin pescatore dell'Amazzonia
- Genere Megaceryle 
  - Megaceryle lugubris (Temminck, 1834) - martin pescatore dalla cresta
  - Megaceryle maxima (Pallas, 1769) - martin pescatore gigante
  - Megaceryle torquata (Linnaeus, 1766) - martin pescatore dal collare
  - Megaceryle alcyon (Linnaeus, 1758) - martin pescatore americano
- Genere Ceryle 
  - Ceryle rudis (Linnaeus, 1758) - martin pescatore bianco e nero

### Famiglia Brachypteraciidae
- Genere Brachypteracias
  - Brachypteracias leptosomus (Lesson, 1833) - ghiandaia marina terricola
- Genere Geobiastes
  - Geobiastes squamiger (Lafresnaye, 1838) - ghiandaia marina terricola squamosa
- Genere Atelornis
  - Atelornis pittoides (Lafresnaye, 1834) - ghiandaia marina pitta
  - Atelornis crossleyi Sharpe, 1875 - ghiandaia marina di Crossley
- Genere Uratelornis
  - Uratelornis chimaera Rothschild, 1895 - ghiandaia marina terricola codalunga

### Famiglia Coraciidae
- Genere: Coracias
  - Coracias garrulus Linnaeus, 1758  - ghiandaia marina eurasiatica
  - Coracias abyssinicus Hermann, 1783 - ghiandaia marina d'Abissinia
  - Coracias caudatus Linnaeus, 1766 - ghiandaia marina pettolilla
  - Coracias spatulatus Trimen, 1880 - ghiandaia marina codaracchetta
  - Coracias naevius Daudin, 1800 - ghiandaia marina caporossiccio
  - Coracias benghalensis (Linnaeus, 1758) - ghiandaia marina indiana
  - Coracias temminckii (Vieillot, 1819) - ghiandaia marina aliviola
  - Coracias cyanogaster Cuvier, 1816 - ghiandaia marina panciablu
  - Coracias affinis Horsfield, 1840 - ghiandaia marina indocinese
- Genere: Eurystomus
  - Eurystomus glaucurus (Statius Muller, 1776) - ghiandaia marina beccolargo
  - Eurystomus gularis Vieillot, 1819 - ghiandaia marina golazzurra
  - Eurystomus azureus Gray,GR, 1861 - ghiandaia marina violacea
  - Eurystomus orientalis (Linnaeus, 1766) - ghiandaia marina orientale

### Famiglia Meropidae
- Genere Meropogon
  - Meropogon forsteni Bonaparte, 1850 - gruccione barbaviola
- Genere Merops
  - Merops breweri (Cassin, 1859) - gruccione testanera
  - Merops muelleri (Cassin, 1857) - gruccione testablu
  - Merops mentalis Cabanis, 1889 -
  - Merops gularis Shaw, 1798 - gruccione nero
  - Merops hirundineus Lichtenstein, AAH, 1793 - gruccione coda di rondine
  - Merops pusillus Statius Müller, 1776 - gruccione minore
  - Merops variegatus Vieillot, 1817 - gruccione pettoblu
  - Merops oreobates (Sharpe, 1892) - gruccione pettocannella
  - Merops bulocki Vieillot, 1817 - gruccione golarossa
  - Merops bullockoides Smith, A, 1834 - gruccione frontebianca
  - Merops revoilii Oustalet, 1882 - gruccione di Somalia
  - Merops albicollis Vieillot, 1817 - gruccione golabianca
  - Merops boehmi Reichenow, 1882 - gruccione di Böhm
  - Merops orientalis Latham, 1802 - gruccione verde
  - Merops persicus Pallas, 1773 - gruccione guanceazzurre
  - Merops superciliosus Linnaeus, 1766 - gruccione del Madagascar
  - Merops philippinus Linnaeus, 1767 - gruccione codazzurra
  - Merops ornatus Latham, 1802 - gruccione iridato
  - Merops viridis Linnaeus, 1758 - gruccione golazzurra
  - Merops leschenaulti Vieillot, 1817 - gruccione testacastana
  - Merops apiaster Linnaeus, 1758 - gruccione comune
  - Merops malimbicus Shaw, 1806 - gruccione roseo
  - Merops nubicus Gmelin, JF, 1788 - gruccione carminio settentrionale
  - Merops nubicoides Des Murs & Pucheran, 1846 - gruccione carminio meridionale
- Genere Nyctyornis
  - Nyctyornis amictus (Temminck, 1824) - gruccione barbarossa
  - Nyctyornis athertoni (Jardine & Selby, 1828) - gruccione barbazzurra

### Famiglia Momotidae
- Genere Hylomanes
  - Hylomanes momotula Lichtenstein, 1839 - motmot todo
- Genere Aspatha
  - Aspatha gularis (Lafresnaye, 1840)  - motmot golazzurra
- Genere Momotus
  - Momotus mexicanus Swainson, 1827 - motmot caporuggine
  - Momotus coeruliceps (Gould, 1836) - motmot corona azzurra
  - Momotus lessonii Lesson, 1842 - motmot di Lesson
  - Momotus subrufescens Sclater, PL, 1853 - motmot dei Caraibi
  - Momotus bahamensis (Swainson, 1838) - motmot di Trinidad
  - Momotus momota (Linnaeus, 1766) - motmot capoblu
  - Momotus aequatorialis Gould, 1858 - motmot delle alture
- Genere Baryphthengus
  - Baryphthengus martii (von Spix, 1824)  - motmot rossiccio
  - Baryphthengus ruficapillus (Vieillot, 1818)  - motmot caporossiccio
- Genere Electron
  - Electron carinatum (Du Bus de Gisignies, 1847)  - motmot carenato
  - Electron platyrhynchum (Leadbeater, 1829)  - motmot beccolargo
- Genere Eumomota
  - Eumomota superciliosa (Sandbach, 1837)  - motmot cigliaturchesi

### Famiglia Todidae
- Genere Todus
  - Todus angustirostris Lafresnaye, 1851 - todo beccosottile
  - Todus mexicanus Lesson, 1838 - todo di Portorico
  - Todus multicolor Gould, 1837 - todo di Cuba
  - Todus subulatus Gray, GR, 1847 - todo beccolargo
  - Todus todus (Linnaeus, 1758) - todo della Giamaica